# Epicephala eugonia
Epicephala eugonia är en fjärilsart som beskrevs av Turner 1913. Epicephala eugonia ingår i släktet Epicephala och familjen styltmalar. Inga underarter finns listade i Catalogue of Life.